# James Christie
James Christie (1730-1803) est marchand britannique d'origine écossaise, fondateur de la société de vente aux enchères Christie's. 
La société est officiellement fondée le 5 décembre 1766, sur Pall Mall à Londres.
À partir de 1779, il est voisin du peintre Thomas Gainsborough.
Son fils aîné James (1773-1831) lui succède à la tête de la maison de vente.